# Vallemorobbia

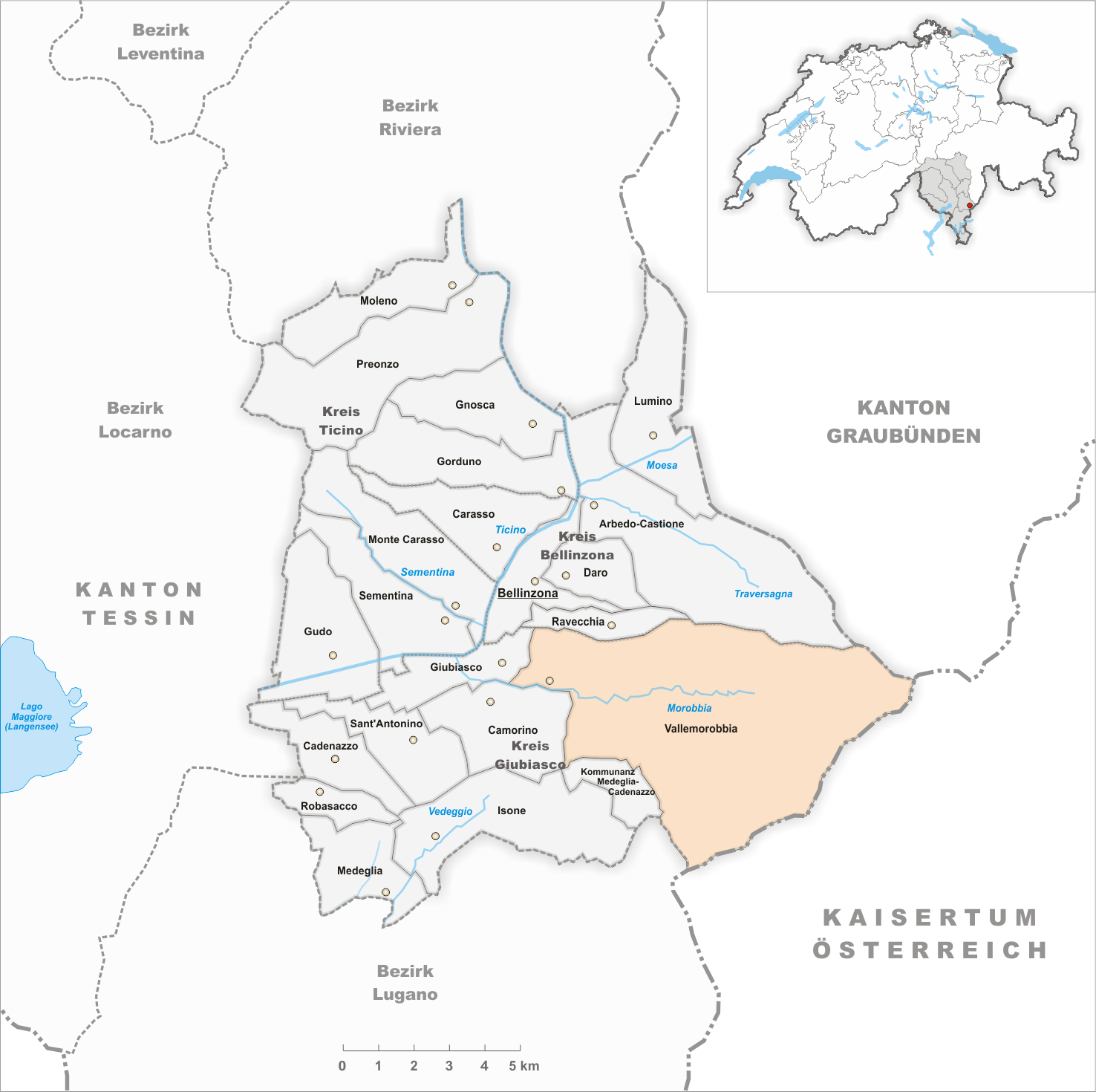
Gemeindestand vor der Fusion am 1. Januar 1852

Vallemorobbia war eine selbstständige politische Gemeinde im Kanton Tessin, im Bezirk Bellinzona in der Schweiz. Sie umfasste das Valle Morobbia.
1803 wurde die politische Gemeinde Vallemorobbia gegründet. Am 23. November 1831 wurde Vallemorobbia in die neuen Gemeinden Pianezzo, Sant’Antonio und Valle Morobbia in Piano unterteilt. Letztere fusionierte bereits 1867 mit Giubiasco, die anderen beiden wie auch Giubiasco am 1. April 2017 mit Bellinzona.